# Колеса фортуни
«Колеса фортуни» (англ. The Wheels of Chance) — роман англійського письменника Герберта Веллса. Написаний в 1896 році. Роман вийшов 1897 році у видавництві «J. M. Dent & Co» в Англії.
Значною мірою роман заснований на біографії самого Веллса. Головний герой — містер Гупдрайвер, бідний робітник, який одного разу вирушає в подорож на велосипеді, та зустрічає дівчину, з якою опиняється в низці пригод.

## Сюжет
Містер Гупдрайвер (Hoopdriver у перекладі з англ. «той, що котить колесо») працює помічником драпірувальника в Путні. Його життя нудне, а зарплата маленька. Єдине його захоплення — це велосипед, на якому він заледве навчився їздити. Одного разу, напередодні 10-иденної відпустки, друзі радять йому відправитися в подорож на велосипеді по Південній Англії. Містер Гупдрайвер виїжджає наступного ранку.
Гупдрайвер зустрічає вродливу дівчину, яка їде сама на велосипеді й одягнена в шорти. Він не наважується говорити з Пані в Сірому, як він її називає, але їхні шляхи постійно перетинаються. Зрештою виявляється, що вона — Джессі Мілтон, сімнадцятирічна дівчина, що втекла від своєї мачухи в Сербітоні. Причина цього в поведінці старого Бешамеля, безпринципного чоловіка, який має намір спокусити її. На втечу Джессі надихнули романи, які читає її мачуха. Гупдрайвер перешкоджає Бешамелю наздогнати дівчину, і вони продовжують подорож південною Англією на велосипеді.
Соромлячись свого нецікавого бідного життя, Гупдрайвер розповідає Джессі різні вигадки. Наївна дівчина, що почерпнула багато уявлень про світ із книг, не відрізняє правду від фантазій. Проте совість зрештою змушує його зізнатися яким є його життя насправді. Потім він виявляє мужність, докоряючи зухвалим мандрівникам, які ображають честь Джессі. Дівчина проймається симпатією до Гупдрайвера.
Мачуха Джессі, декілька її залицяльників і колишній шкільний вчитель наздоганяють пару. Джессі повертається додому, а Гупдрайвер повертається до своєї роботи. Джессі пообіцяла йому надіслати декілька книг, і натякнула, що «через шість років» усе може змінитися.